# Omphalodes erecta
Omphalodes erecta är en strävbladig växtart som beskrevs av Ivan Murray Johnston. Omphalodes erecta ingår i släktet lammtungor, och familjen strävbladiga växter. Inga underarter finns listade i Catalogue of Life.